# Кентервильское привидение (мультфильм)
«Кентервильское привидение» — рисованный мультфильм, созданный в 1970 году Валентиной и Зинаидой Брумберг
по одноимённой новелле Оскара Уайльда.

## Сюжет
Семейство американцев въезжает в только что купленный Кентервильский замок в Англии, которому больше 300 лет. Как оказывается, в этом замке обитает привидение — дух сэра Саймона Кентервиля. Но новые прагматичные хозяева не боятся его, а их дети — братья-близнецы — напротив, начинают всячески издеваться над этим привидением, и оно само начинает бояться их.
Маленькая девочка Виргиния, дочь американцев, помогает привидению обрести свободу, пожалев его и тем самым исполнив старинное предсказание: «Если юная чистая душа пожалеет его, оно сможет покинуть замок и обрести покой. И расцветёт сухое миндальное дерево».

## Создатели мультфильма
| автор сценария             | Георгий Мунблит |
| режиссёры                  | Валентина и Зинаида Брумберг |
| художники-постановщики:    | Лана Азарх, Валентин Лалаянц |
| композитор                 | Александр Варламов |
| оператор                   | Борис Котов |
| звукооператор              | Георгий Мартынюк |
| редактор                   | Раиса Фричинская |
| монтажёр                   | Елена Тертычная |
| ассистент оператора        | Майя Попова |
| художники-мультипликаторы: | Игорь Подгорский, Виктор Шевков, Владимир Арбеков, Фаина Епифанова, Татьяна Померанцева, Елена Вершинина |
| художники:                 | Аркадий Шер, Лидия Модель, Елена Танненберг, София Митрофанова, Зоя Кредушинская |
| роли озвучивали:           | Владимир Кенигсон — сэр Саймон Кентервиль, привидение Алексей Консовский — лорд Кентервиль Рина Зелёная — экономка Евгений Весник — американец Ирина Карташёва — американка Клара Румянова — Виргиния Мария Виноградова и Тамара Дмитриева — близнецы, братья Виргинии |
| директор картины           | Фёдор Иванов |

## История создания
В мультфильме «Кентервильское привидение» была использована полупрозрачная заливка — «размывка» — как технологическое новаторство в рисованной мультипликации среди разнообразных способов нанесения изображения на целлулоид.
Художник-постановщик мультфильма Лана Азарх вспоминала, что творческий коллектив очень серьёзно подошёл к постановке:

«Я ходила по библиотекам, старалась, чтобы замок соответствовал и времени, и духу страны. А само привидение мы решили сделать не страшным, а смешным. Оно мучается, страдает, никакие козни у него не получаются».— Сергей Капков. Интервью с Ланой Азарх